# Oecetis sumanasara
Oecetis sumanasara är en nattsländeart som beskrevs av Schmid 1958. Oecetis sumanasara ingår i släktet Oecetis och familjen långhornssländor. Inga underarter finns listade i Catalogue of Life.